# Цыганы (Смоленская область)
Цыганы — деревня в Велижском районе Смоленской области России. Входит в состав Крутовского сельского поселения. Население — 32 жителя (2007). 
Расположена в северо-западной части области в 11 км к юго-востоку от Велижа, в 2 км западнее автодороги Р133 Смоленск — Невель, на берегу реки Вязьмена. В 60 км южнее деревни расположена железнодорожная станция Голынки на линии Смоленск — Витебск. 

## История
В годы Великой Отечественной войны деревня была оккупирована гитлеровскими войсками в июле 1941 года, освобождена в сентябре 1943 года. 